# Козацькі могили (пам'ятка природи)
Козацькі могили — геологічна пам'ятка природи місцевого значення. Об'єкт розташований на території Черкаського району Черкаської області, село Виграїв.
Площа — 0,02 га, статус отриманий у 2000 році.
Охороняється могильний курган висотою 7,7 метра. Місце перепоховання воїнів Богдана Хмельницького.

## Галерея

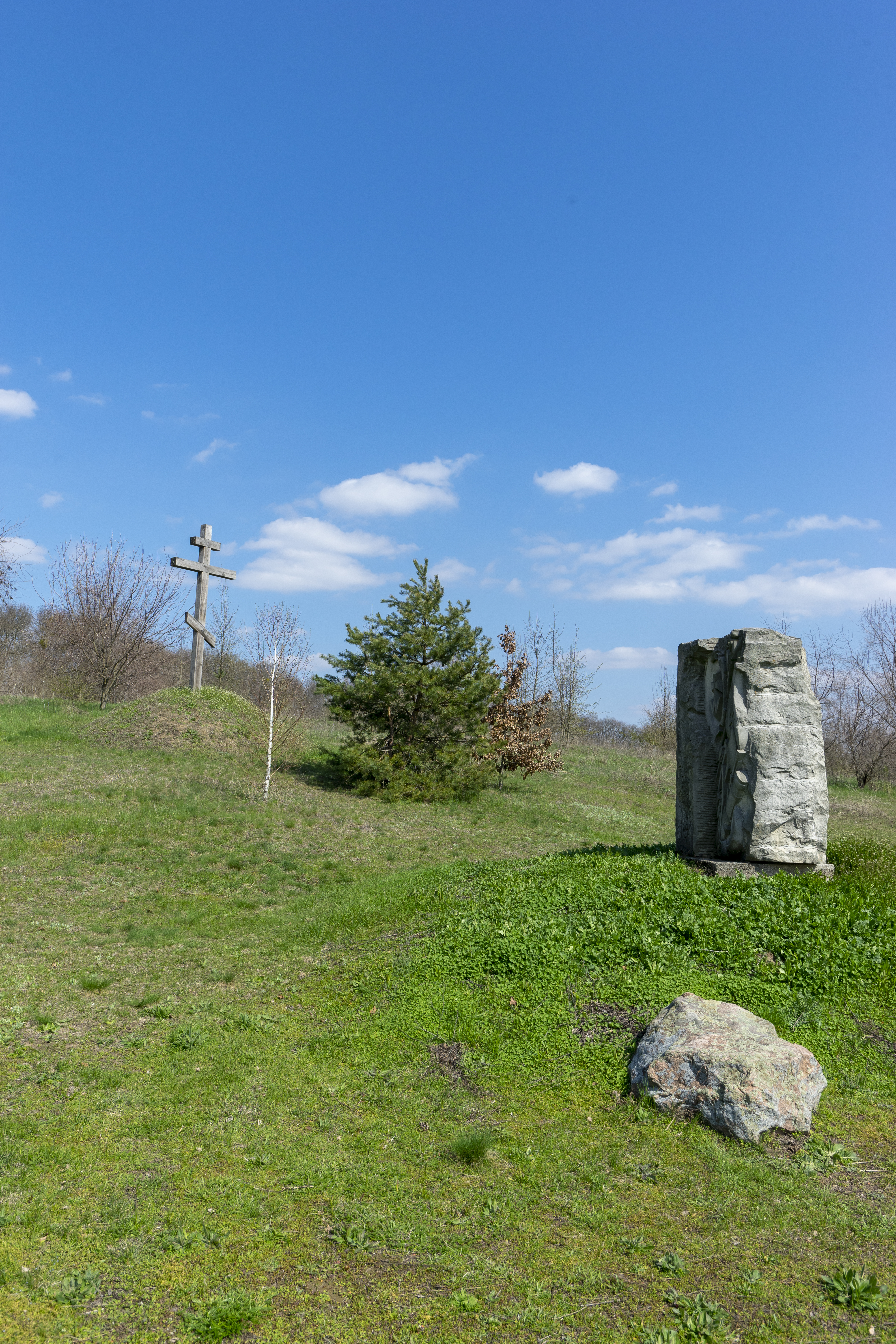